# Danemark au Concours Eurovision de la chanson 2017
Le Danemark est l'un des quarante-deux pays participants du Concours Eurovision de la chanson 2017, qui se déroule à Kiev en Ukraine. Le pays est représenté par la chanteuse Anja Nissen et sa chanson Where I Am, choisies via le Dansk Melodi Grand Prix 2017. Le pays termine 20e avec 77 points lors de la finale de l'Eurovision.

## Sélection
Le diffuseur danois confirme sa participation le 15 septembre 2016. Le pays utilise, comme traditionnellement, le Dansk Melodi Grand Prix comme méthode de sélection.
Ayant lieu lors d'une soirée unique, la sélection se déroule en deux temps. D'abord, les dix artistes participants interprètent leur chanson. Un premier vote a ensuite lieu afin de désigner trois artistes qui participeront à la superfinale. Le vainqueur est désigné après un second vote entre ces trois artistes.

### Première partie
| Ordre | Artiste         | Chanson          |
| ----- | --------------- | ---------------- |
| 1     | Ida Una         | One              |
| 2     | Thomas Ring     | Vesterbro        |
| 3     | Rikke Skytte    | Color My World   |
| 4     | Anja Nissen     | Where I Am       |
| 5     | Calling Mercury | Big Little Lies  |
| 6     | Anthony         | Smoke In My Eyes |
| 7     | René Machon     | Warriors         |
| 8     | Sada Vidoo      | Northern Lights  |
| 9     | Jeanette Bonde  | Hurricane        |
| 10    | Johanna Beijbom | A.S.A.P.         |

### Superfinale
| Ordre | Artiste         | Chanson    | Télévote | Place |
| ----- | --------------- | ---------- | -------- | ----- |
| 1     | Ida Una         | One        | 26 %     | 2     |
| 4     | Anja Nissen     | Where I Am | 64 %     | 1     |
| 10    | Johanna Beijbom | A.S.A.P.   | 10 %     | 3     |

## À l'Eurovision
Le Danemark participe à la deuxième demi-finale, le 11 mai 2017. Arrivé 10e avec 101 points, le pays se qualifie pour la finale du 13 mai 2017, où il termine 20e avec 77 points.